# Ankotarinja tirarensis
|  | Per a altres significats, vegeu «Ankotarinja (mitologia aborigen)». |

Ankotarinja tirarensis és una espècie extinta de metateri dasiüromorf. Les seves restes, procedents d'Austràlia Meridional, daten d'entre l'Oligocè superior i el Pliocè inferior. Aquesta espècie és molt propera a Keeuna woodburnei.